# Domenico Vallarsi
Domenico Vallarsi (né le 13 novembre 1702 à Vérone et mort le 14 août 1771  dans la même ville) est un prêtre et érudit italien du XVIIIe siècle.

## Biographie
Domenico Vallarsi naquit à Vérone, le 13 novembre 1702, au temps où Maffei et Bianchini y faisaient des recherches sur l’antiquité. Il étudia chez les jésuites, et à l’âge de douze ans, il soutint une thèse de philosophie. Ayant embrassé l’état ecclésiastique, il se livra aux études sacrées et aux langues grecque et hébraïque. Benoît XIV lui donna un bénéfice dans le diocèse de Vicence ; la ville de Vérone et son évêque suivirent l’exemple du pontife, en récompensant les travaux de Vallarsi. Celui-ci voulut aussi aller puiser de nouvelles lumières à Rome : il fouilla dans les bibliothèques du Vatican et de la Minerve où il trouva un manuscrit de Gaspard Véronais, du 15e siècle, contenant une explication des satires de Juvénal. Il revint à Vérone et enrichit le musée de cette ville de diverses inscriptions sur marbre. Il écrivit, sur l’anneau dit pescatorio, dont on se servait au temps de l’Église primitive pour le sacre des papes, un mémoire qui est resté inédit. Mais le principal titre de Vallarsi à l’estime des savants est son édition de St-Jérôme. Maffei se trouvant à Paris lorsque les premiers volumes y parurent, fut chargé par les savants français d’en féliciter l’auteur, circonstance mentionnée dans un ouvrage où Maffei rend un compte détaillé de chaque volume de l’édition de St Jérôme (Osservazioni letterarie). Muratori, Zeno, Mazzucchelli et autres s’empressaient de le consulter dans leurs recherches sur l’antiquité. Il fut nommé réviseur au saint-office pour les langues orientales et agrégé à différentes sociétés savantes. Attaché à ses opinions et d’un caractère aigre, Vallarsi eut plusieurs querelles littéraires. Francesco Fontana l’appelle parcus alienæ industriæ laudator (Vita Hieron. Pompei), et peut-être l’expression et docet et DISCIT, qu’on trouve attachée à son nom dans une médaille frappée en son honneur, était-elle un conseil qu’on lui donnait. Repoussant les secours de l’art, il mourut le 14 août 1771, à Vérone.

## Œuvres
Ses principaux ouvrages sont :
- S. Hieronymi opera omnia post monachorum e congregatione S. Mauri recensionem quibusdam ineditis monumentis aliisque lucubraționibus aucta, notis et observationibus illustrata, studio ac labore Dominici Vallarsii, Vérone, 1734, 12 vol. in-fol. Cette édition est dédiée à Clément XII. Il en parut une autre à Venise, 1766, 24 vol. in-4°.
- Tyrannii Rufini Aquilejensis opera cum notis et observationibus Dom. Vallarsii, Vérone, 1745, t. 1er ; le 2e ne parut pas ;
- La Realtà e lettura delle sacre antiche iscrizioni sulla cassa di piombo contenente le reliquie de’ SS. Fermo e Rustico, Vérone 1763 in-4°.

Il eut aussi part à l’édition de St-Hilaire (S. Hilarii episc., etc., Vérone, 1730, 2 vol. in-fol.), publiée par les bénédictins véronais. Il avait entrepris l’histoire ecclésiastique de Vérone et préparé une édition des œuvres de Panvinio. Il laissa des observations inédites sur la Verona illustrata, le Musæum Veronense et les Osservazioni letterarie, ouvrages de Maffei. Les notes de Vallarsi concernent particulièrement la langue étrusque.